# Heavy, Left-Handed and Candid
Heavy, Left-Handed and Candid es un DVD realizado por Cradle of Filth, en el Tour de Midian en el 2001. Eleven Burial Masses fue filmada en el Nottingham Rock City el 14 de abril de 2001. El álbum en vivo Live Bait for the Dead contiene el mismo concierto. La versión posterior Eleven Burial Masses contiene el CD y DVD, aunque sin las características especiales. Los primeros ejemplares del DVD fueron firmados por la banda.

## Lista De Vídeos
Eleven Burial Masses (Concert)
1. Lord Abortion (tomado de Midian)
2. Ebony Dressed for Sunset (tomado de V Empire)
3. The Forest Whispers My Name (tomado de V Empire)
4. Cthulhu Dawn (tomado de Midian)
5. Dusk and Her Embrace (tomado deDusk... and Her Embrace)
6. The Principle of Evil Made Flesh (taken from The Principle of Evil Made Flesh)
7. Cruelty Brought Thee Orchids (tomado de Cruelty and the Beast)
8. Her Ghost in the Fog (tomado de Midian)
9. Summer Dying Fast (tomado de The Principle of Evil Made Flesh)
10. From the Cradle to Enslave (tomado de From the Cradle to Enslave)
11. Queen of Winter, Throned (tomado deV Empire)

Extras
1. "Sifting Through Filth: A Schlockumentary" - (Documental de 58 minutos con imágenes de gira y entrevistas)
2. "Scorched Earth Erotica: Nasty Version" (vídeo tomado de Bitter Suites to Succubi)
3. "Scorched Earth Erotica: Very Nasty Version" (vídeo tomado de Bitter Suites to Succubi)
4. "Born in a Burial Gown" (vídeo tomado de Bitter Suites to Succubi)
5. "The Blair Twit Project: Absinthe fiend footage"
6. Cradle of Fear--tráiler de película de terror
7. Circus of Horrors: "Creature Feature"
8. Gallery of the Grotesque (downloads and weblinks)

- Datos: Q1969562